# Krzysztof Kwiatek
Krzysztof Kwiatek (ur. 1952) – polski lekarz weterynarii, profesor doktor habilitowany nauk weterynaryjnych, specjalność higiena żywności. 
Kierownik Zakładu Higieny Pasz Państwowego Instytutu Weterynaryjnego w Puławach, członek zarządu Polskiego Towarzystwa Nauk Weterynaryjnych, kierownik specjalizacji lekarsko-weterynaryjnej Higiena zwierząt rzeźnych i żywności pochodzenia zwierzęcego. Tytuł profesora otrzymał w 2007 roku.
Odznaczony Srebrnym Krzyżem Zasługi (2015).